# Agusan (flod)
Agusan är den längsta floden, 390 km, på ön Mindanao i sydöstra Filippinerna. Floden har sin källa i sydost och flyter norrut genom en bördiga dalgång ner till mynningen i Butuanbukten i Boholsjön. Floden är seglingsbar för mindre fartyg upp till 160 km från dess mynning. 
Butuan City, Cabadbaran och Buenavista är viktiga städer längst flodens lopp, men dalen är i huvudsak sparsamt befolkad. Kokosnöt, ris, bambu och frukt odlas längs med flodens nedre lopp. Skogsindustrin blomstrar längs med Agusans mellersta lopp och det har lett till att delar av den ursprungliga befolkningen flyttat längre inåt landet